# Miliony Brewstera (film 1985)
Miliony Brewstera (ang. Brewster’s Millions) – amerykańska komedia z 1985 w reżyserii Waltera Hilla. W głównej roli wystąpił Richard Pryor.
Film zrealizowano na podstawie powieści Brewster’s Millions amerykańskiego pisarza George’a Barra McCutcheona wydanej po raz pierwszy w 1902. Była to już 6 ekranizacja tej książki. Pierwszej dokonał w 1914 Cecil B. DeMille. Kolejne powstawały w latach: 1921, 1926, 1935 i 1945. W wersji z 1926 główną bohaterką była kobieta.

## Obsada
- Richard Pryor – Montgomery „Monty” Brewster
- John Candy – Spike Nolan
- Lonette McKee – Angela Drake
- Stephen Collins – Warren Cox
- David Wohl – Eugene Provost
- Joe Grifasi – J.B. Donaldo
- Pat Hingle – Edward Roundfield
- David White – George Granville
- Jerome Dempsey – Norris Baxter
- Tovah Feldshuh – Marilyn
- Jerry Orbach – Charlie Pegler
- Hume Cronyn – wujek Rupert Horn
- Peter Jason – Chuck Fleming
- Ji-Tu Cumbuka – Melvin
- Brad Sanders – Luther
- Rick Moranis – Morty King
- Gloria Charles – Astrid
- Yana Nirvana – Louise
- Regina Hooks – Tina
- Milt Kogan – Heller
- Carmine Caridi – Salvino

## Produkcja
Zdjęcia kręcono w Nowym Jorku i Los Angeles.